# Lý Thôi

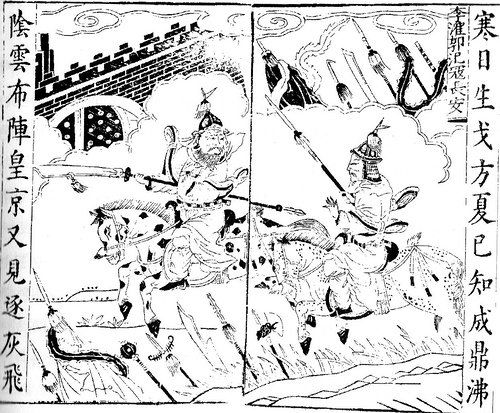
Tranh minh họa Lý Thôi và Quách Dĩ tiến hành đốt phá Trường An của một danh họa đời nhà Thanh

Lý Quyết hay Lý Xác (chữ Hán: 李傕;?-198), cũng dịch là Lý Thôi, Lý Giác hay Lý Các, tên tự là Trĩ Nhiên (稚然), là một quân phiệt nhà Đông Hán trong lịch sử Trung Quốc. Ông tham gia cuộc chiến quân phiệt, nắm triều đình nhà Hán trong 3 năm và cuối cùng bị giết.

## Dưới quyền Đổng Trác
Lý Quyết có khả năng là người Lương châu, đầu quân cho Đổng Trác từ khá sớm. Ông theo Đổng Trác tham gia cuộc chiến chống quân nổi dậy Tây Lương do Bắc Cung Bá Ngọc, Lý Văn Hầu, Biên Chương, Hàn Toại cầm đầu.
Năm 189, Lý Quyết theo Đổng Trác mang quân vào kinh đô Lạc Dương theo sự mời gọi của ngoại thích Hà Tiến. Đổng Trác nắm quyền điều hành triều chính.
Năm 190, các chư hầu do Viên Thiệu đứng đầu nổi lên chống lại Đổng Trác. Đổng Trác không chống nổi, mang vua Hán Hiến Đế chạy về Trường An. Trước sự truy kích của Tôn Kiên, Đổng Trác cử Đổng Việt giữ Thằng Trì, Đoàn Ổi giữ Hoa Âm để sẵn sàng cứu Đồng Quan; lại sai con rể là Ngưu Phụ giữ An Ấp làm thế ỷ dốc cho Đoàn Ổi. Lý Quyết cùng Quách Dĩ và Trương Tế dưới quyền Ngưu Phụ.

## Tiến vào Trường An
Các cánh quân chư hầu chống Đổng Trác giải tán và quay sang đánh lẫn nhau. Năm 192, Đổng Trác bị Vương Doãn và Lã Bố giết chết ở Trường An.
Trước khi Đổng Trác bị giết đã điều Ngưu Phụ mang quân đi Thiểm châu. Lý Quyết theo Ngưu Phụ, là cánh quân mạnh nhất dưới quyền họ Đổng.
Để báo thù cho Đổng Trác, Ngưu Phụ sai Lý Quyết cùng Trương Tế và Quách Dĩ sát hại vài trăm người Tinh châu - đồng hương với Vương Doãn và Lã Bố - ở trong vùng đất mình cai quản; sau đó mang quân chém giết dân thường ở Trung Mâu, Dĩnh Xuyên, Trần Lưu.
Vương Doãn sai Lã Bố đi đánh dẹp Ngưu Phụ. Lã Bố sai Lý Túc đi đánh Ngưu Phụ nhưng Túc để thua trận chạy về Trường An. Ngưu Phụ thắng trận nhưng bị thủ hạ là Hồ Diệc Nhi giết chết, mang đầu đến Trường An nộp cho Vương Doãn.
Lúc đó Lý Quyết, Quách Dĩ và Trương Tế không còn chủ tướng, vô cùng lo sợ, bèn dâng biểu về Trường An xin đầu hàng, cầu khẩn Vương Doãn tha tội theo Đổng Trác. Nhưng Vương Doãn không đồng ý xá tội cho Lý Quyết và các tướng.
Lý Quyết, Quách Dĩ và Trương Tế thấy không còn hy vọng, bèn định giải thể quân ngũ và trốn về Lương châu. Nhưng mưu sĩ Giả Hủ (vốn là mạc khách của Ngưu Phụ) khuyên nên tập hợp lực lượng đánh vào Trường An để báo thù cho Đổng Trác, nắm thiên tử ra lệnh cho thiên hạ; nếu việc không thành mới phải bỏ trốn. Lý Quyết, Quách Dĩ và Trương Tế nghe theo, bèn cất quân Lương châu nổi dậy báo thù.
Vương Doãn sai tướng cũ của Đổng Trác là Từ Vinh mang quân ra địch. Quân Lương châu nghe tin không được triều đình tha tội, liều chết xung trận, giết chết Từ Vinh.
Vương Doãn phái tiếp một tướng khác của Đổng Trác là Hồ Chẩn ra trận đánh Lý Quyết. Hồ Chẩn bèn mang quân đầu hàng Lý Quyết quay về đánh kinh thành. Ít lâu sau, quân Lý Quyết được một bộ tướng của Đổng Trác là Phàn Trù tập hợp, dần dần được hơn 10 vạn, rầm rộ tấn công Trường An.
Trường An bị quân Lương châu bao vây. Lã Bố chống cự trong 8 ngày, cuối cùng không giữ nổi. Lý Quyết thúc quân tràn vào thành. Lã Bố phải thành bỏ chạy. Vương Doãn không chịu chạy trốn cùng Lã Bố, cùng vua Hiến Đế chạy lên lầu trú. Lý Quyết mang quân tới vây lầu. Lúc đó Vương Doãn mới vội vã ra lệnh đại xá cho các tướng, phong cho Lý Quyết làm Dương vũ tướng quân, Quách Dĩ làm Dương liệt tướng quân, Phàn Trù làm Trung lang tướng.
Nhưng Lý Quyết không chấp nhận. Ông bức bách Vương Doãn xuống lầu, bắt giữ rồi mấy hôm sau giết chết cùng mấy chục gia quyến. Lý Quyết sai người tìm xác Đổng Trác nhưng không còn, bèn gom tro xác lại bỏ vào quan tài và làm lễ an táng.

## Nắm chính trường Trường An
Lý Quyết, Quách Dĩ và Phàn Trù thay Đổng Trác nắm vua Hiến Đế điều hành triều chính. Hán Hiến Đế dựa vào các lão thần như Triệu Khiêm, Dương Bưu, Hoàng Phủ Tung, Mã Nhật Đê, Triệu Trung kiềm chế một phần uy thế của Lý, Quách. Lý Quyết được Hiến Đế phong làm Tư Lệ hiệu úy.
Tháng 9 năm 193, Lý Quyết tiến thêm một bước, ép Hiến Đế phong cho làm Xa kỵ tướng quân, chức chỉ đứng sau Đại tướng quân. Trên thực tế đây là chức lớn nhất vì chức Đại tướng quân để trống, không ai giữ lúc đó. Hiến Đế còn bị ép phong Quách Dĩ làm Hậu tướng quân, Phàn Trù làm Hữu tướng quân.
Trong thời gian đầu, Lý Quyết, Quách Dĩ và Phàn Trù còn tôn trọng các đại thần kỳ cựu của triều đình, nhường Dương Bưu làm Tư không, Thuần Vu Gia làm Tư đồ, Chu Trung làm Thái úy. Ba lão thần này giải quyết việc sự vụ hàng ngày. Trường Thái học được mở trở lại, khoa thi cũng được mở lại, lấy người đỗ đầu phong làm Lang trung.
Sau đó cả ba người cùng nhau lập phủ trong kinh thành, cùng nhau đoạt quyền điều hành triều chính, các quan Tam công lão thần bị vô hiệu hóa. Ba tướng chia kinh thành Trường An làm 3 khu vực phòng thủ, tự mình đóng quân. Cả ba khu vực đều không được quản lý tốt, quân sĩ kỷ luật kém, nhũng nhiễu hành hạ nhân dân tới phục dịch. Một tướng khác là Trương Tế đóng quân ở Thiểm huyện, ngoài kinh thành.
Không lâu sau, Lý Quyết tìm cách loại bỏ các đại thần, trao chức Tư không của Dương Bưu cho Triệu Ôn rồi sau đó là Trương Hỷ; chức Thái úy của Chu Trung giao lại cho Chu Tuấn rồi Dương Thượng.

## Trước biến cố phía đông
Nắm chính trường Trường An nhưng Lý Quyết không hoàn toàn bỏ mặc Sơn Đông đang xảy ra hỗn chiến giữa các chư hầu.
Lúc đó tướng Chu Tuấn vốn được Đổng Trác sai ở lại trấn thủ Lạc Dương đã quay giáo chống lại Đổng Trác, tiếp tục muốn chống lại Lý Quyết. Thứ sử Từ châu là Đào Khiêm liên kết với các chư hầu như Thứ sử Dương châu là Chu Càn, Tướng quốc Bắc Hải là Khổng Dung, Thái thú quận Thái Sơn là Ứng Thiệu cùng và Bác sĩ Trịnh Huyền muốn tôn Chu Tuấn làm chủ và cấp phát binh mã và quân lương để Chu Tuấn đi đánh Lý Quyết và Quách Dĩ.
Lý Quyết nghe tin bèn hỏi kế Giả Hủ. Theo kế Giả Hủ, ông dùng danh nghĩa Hiến Đế sai người đi gặp Chu Tuấn, mời vào triều làm quan. Sau khi cân nhắc, Chu Tuấn quyết định không cầm quân chống Lý Quyết nữa mà vào Trường An mà từ tạ Đào Khiêm vào Trường An nhận chức Thái bộc. Đào Khiêm đành phải hủy bỏ ý định đánh Lý Quyết cứu thiên tử.
Đối với Kinh châu, Lý Quyết giữ quan hệ tốt với thứ sử Lưu Biểu - người do Đổng Trác bổ nhiệm. Sau khi Lưu Biểu đứng vững ở Kinh châu, dẹp được nhiều lực lượng chống đối và đuổi được Viên Thuật, Lý Quyết nhân danh Hiến Đế phong Lưu Biểu làm Kinh châu mục, Thành Vũ hầu.
Đối với vùng Hà Bắc - địa bàn tranh chấp của Viên Thiệu và Công Tôn Toản - Lý Quyết không thừa nhận Viên Thiệu, đề nghị Hán Hiến Đế bổ nhiệm Hồ Thọ làm Ký châu mục. Hồ Thọ liên kết với các lực lượng Khăn Vàng chống Viên Thiệu nhưng cuối cùng bị Thiệu đánh bại và giết chết
Thấy Viên Thiệu thắng thế, Lý Quyết lại cử Thái bộc Triệu Kỳ lên Hà Bắc nhân danh Hán Hiến Đế đề nghị Viên Thiệu và Công Tôn Toản giảng hòa. Triệu Kỳ được Viên Thiệu dùng lễ đón tiếp và chấp nhận giảng hòa với Công Tôn Toản.
Đối với vùng Hà Nam và Dương châu, Lý Quyết cử Thái phó Mã Nhật Đê đi chiêu an. Tuy nhiên Mã Nhật Đê bị quân phiệt Viên Thuật - đang tranh giành Từ châu và Dương châu - bắt giữ và uất hận chết trong quân Viên Thuật. Lý Quyết bèn bổ nhiệm một người tông thất là Lưu Do làm thứ sử Dương châu để chống Viên Thuật. Lưu Do tranh chấp Dương châu với Viên Thuật trong nhiều năm và tỏ ra thất thế trước bộ tướng của Thuật là Tôn Sách.

## Đánh lui Mã Đằng
Cuối năm 193, tướng Lương châu là Mã Đằng và Hàn Toại mang quân tấn công kinh thành Trường An.
Quân Mã – Hàn tiến đến quán Trường Bình cách Trường An 50 dặm. Lý Quyết sai Quách Dĩ và Phàn Trù ra cự địch, sau đó lại điều cháu là Lý Lợi ra giúp sức.
Kết quả quân Quách Dĩ và Phàn Trù đánh lui được Mã Đằng và Hàn Toại. Mã và Hàn phải triệt thoái về Tây Lương. Trên đường truy kích, Phàn Trù đuổi kịp Hàn Toại nhưng không bắt giữ mà lại bắt chuyện rồi thả đi.
Lý Quyết biết chuyện nhưng chưa hành động. Sang năm 194, ông mời Phàn Trù tới uống rượu rồi sai lính bắt mang ra chém vì tội tư thông với Hàn Toại.

## Giao tranh với Quách Dĩ
Kinh thành Trường An chỉ còn lại Lý Quyết và Quách Dĩ. Ông thường mời Quách Dĩ tới uống rượu, khiến Quách Dĩ lo sợ sẽ bị giết như Phàn Trù. Không lâu sau cả Lý Quyết và Quách Dĩ cùng muốn một mình làm chủ triều đình nên trở mặt đánh nhau. Kinh thành Trường An đổ nát vì binh hỏa. Hai bên đánh nhau sang năm 195, hàng vạn người bị chết, nhiều người phải bỏ kinh thành đi.
Lý Quyết mang Hán Hiến Đế và Phục hoàng hậu từ trong cung mang vào doanh trại giam lỏng. Các đại thần cầm đầu là Dương Bưu theo hầu. Hiến Đế sai Dương Bưu cùng Trương Hỷ và Chu Tuấn sang doanh trại Quách Dĩ đề nghị hai bên nên giảng hòa không nên đổ máu. Những người này liền bị Quách Dĩ bắt giữ.
Để lấy lòng Lý Quyết và Quách Dĩ, Hiến Đế phải phong cho Lý Quyết làm Đại tư mã, Quách Dĩ làm Xa kỵ tướng quân. Nhưng hai người nhận chức xong vẫn không chịu bãi binh.
Giữa lúc đó Trương Tế kéo về kinh thành giảng hòa hai người và khuyên Lý, Quách hãy để Hiến Đế rời Quan Trung về quận Hoằng Nông. Hiến Đế cũng sai người đi xin Lý Quyết cho mình rời khỏi doanh trại về Hoằng Nông. Sau hơn 10 lần sứ giả đi lại, Lý Quyết mới đồng ý. Do sự dàn xếp của Trương Tế, Lý Quyết bằng lòng giảng hòa với Quách Dĩ, hai người đổi con gái cho nhau làm con tin.
Tháng 7 năm 195, Hán Hiến Đế cùng công khanh từ doanh Bắc Ổ của Lý Quyết (ngoài thành Trường An) lên đường. Dương Định là tướng Khăn Vàng cũ, đang là bộ tướng của Lý Quyết nhưng không bằng lòng với Lý Quyết, cùng nhau hộ giá Hiến Đế.

## Đuổi theo Hiến Đế
Tháng 8 năm đó, Hiến Đế đến Tân Phong. Quách Dĩ hối hận muốn cướp lại Hiến Đế, bèn mang quân đuổi theo. Dương Phụng và Dương Định cùng ra đón đánh, đánh bại quân Quách Dĩ. Quách Dĩ thua chạy về Trường An, sai người hòa giải với Lý Quyết và lôi kéo Trương Tế cùng liên minh đánh Dương Phụng và Dương Định để cướp lại Hiến Đế, khống chế chư hầu như trước.
Lý Quyết bằng lòng giảng hòa với Quách Dĩ, lại cùng Trương Tế mang quân đuổi đánh Hán Hiến Đế. Tháng 11 năm đó, Hiến Đế đến gần Đông Giản quận Hoằng Nông thì bị quân Lý Quyết, Trương Tế và Quách Dĩ đuổi theo kịp. Lý, Trương và Quách đánh bại Dương Phụng và Dương Định, giết chết nhiều đại thần. Các tướng mang vua Hiến Đế tháo chạy.
Dương Phụng một mặt xin tạm hòa với Lý Quyết để hoãn binh, mặt khác bàn với Đổng Thừa mời thủ lĩnh quân cướp Bạch Ba là Lý Nhạc, Hàn Tiêm ở Sơn Tây cùng Tả Hiền vương Hung Nô là Tố Khứ Ty phía nam Quy Hóa cứu giá. Cánh quân Lý Nhạc, Hàn Tiêm và Tố Khứ Ty tập hợp cùng Dương Phụng, đánh bại Lý Quyết và Quách Dĩ, quân Lý Quách chết mấy ngàn người.

## Thất bại
Lý Quyết thua trận trở về Trường An, còn Quách Dĩ về đóng quân ở My Ổ. Qua các cuộc đụng độ, lực lượng của cả hai đều suy yếu đi nhiều. Ít lâu sau, Hán Hiến Đế đến Lạc Dương và được thứ sử Duyện châu là Tào Tháo đón đưa về Hứa Xương.
Năm 197, thủ hạ của Quách Dĩ là Ngũ Tập (伍習) giết Dĩ, mang quân về Trường An theo Lý Thôi.
Tháng 4 năm 198, Tào Tháo sai sứ đi về phía tây chiêu dụ các chư hầu. Tướng cũ của Đổng Trác là Đoàn Ổi (段煨) ngả theo Tào Tháo, mang quân đánh vào Trường An, giết chết Lý Thôi. Không rõ năm đó ông bao nhiêu tuổi.

## TrongTam Quốc diễn nghĩa
Lý Quyết xuất hiện trong tiểu thuyết Tam Quốc diễn nghĩa của La Quán Trung từ hồi 5 đến hồi 13. Khi xuất hiện, Lý Quyết đóng vai trò là bộ tướng của Đổng Trác tham chiến chống chư hầu.
Sau cái chết của Đổng Trác, hình ảnh Lý Quyết đánh Trường An và thao túng chính trường, xung đột với Quách Dĩ được mô tả khá gần với sử sách. Tuy nhiên tình tiết ông cùng Quách, Trương, Phàn đi đánh Trường An báo thù lại được kể là đi cùng với Ngưu Phụ, trong khi sử sách xác nhận lúc đó Ngưu Phụ đã chết. Không những thế, Lý Quyết còn được La Quán Trung mô tả là người chỉ huy Ngưu Phụ chứ không phải dưới quyền Ngưu Phụ.
Từ khi thôi nắm vua Hán Hiến Đế, ông không còn xuất hiện. Cái chết của Lý Quyết cũng chỉ được biết tới qua lời tâu báo của thuộc hạ cho Tào Tháo biết tình hình.